# Енис
Енис (енгл. Ennis, ир. Inis) је значајан град у Републици Ирској, у западном делу државе. Град је у саставу округа округа Клер и представља његово седиште и највећи град.

## Природни услови
Град Енис се налази у западном делу ирског острва и Републике Ирске и припада покрајини Манстер. Град је удаљен 235 километара западно од Даблина. 
Енис је смештен у равничарском подручју западне Ирске. Надморска висина средишњег дела града је око 6 метара. Енис се развио на реци Фергус, која дели град на западни и источни део. Река се пар километара низводно улива Лимерички залив, део Атлантског океана.
Клима: Клима у Енису је умерено континентална са изразитим утицајем Атлантика и Голфске струје. Стога град одликује блага и веома променљива клима.

## Историја
Подручје Ениса било насељено већ у време праисторије. Дато подручје је освојено од стране енглеских Нормана у крајем 12. века. Већ 1245. године на датом месту изграђена је светилиште под данашњим именом. Убрзо око замка образује омање насеље, које добија на значају током следећих векова.
Током 16. и 17. века Енис је учествовао у бурним временима око борби за власт над Енглеском. Ово је оштетило градску привреду. Међутим, прави суноврат привреде града десио се средином 19. века у време ирске глади.
Енис је од 1921. г. у саставу Републике Ирске. Опоравак града започео је тек последњих деценија, када је Енис поново забележио нагли развој и раст.

## Становништво
Према последњим проценама из 2011. г. Енис је имао 19 хиљада становника у граду и близу 22 хиљада у широј градској зони. Последњих година број становника у граду се повећава.

## Привреда
Енис је био традиционално индустријско и трговачко средиште. Последњих деценија градска привреда се махом заснива на пословању, трговини и услугама. Такође, последњих година туризам постаје све важнија делатност у граду.

## Збирка слика
- Улица у старом делу Ениса
- Главна градска црква
- Остаци Енишке опатије
- Градско приобаље